# Cedusa belma
Cedusa belma är en insektsart som beskrevs av Kramer 1986. Cedusa belma ingår i släktet Cedusa och familjen Derbidae. Inga underarter finns listade i Catalogue of Life.